# Crinecerfont
Le crinecerfont est un antagoniste du récepteur du facteur de libération des corticotropines de type 1 (en) (CRF1R) développé pour traiter l'hyperplasie congénitale des surrénales par déficit en 21-hydroxylase (en) (HCS par 21OHD).
Il a pour objectif de réduire durablement le besoin d'une corticothérapie à haute dose et ses effets indésirables associés chez les personnes souffrant d'HCS,,,.